# Motor de busca distribuído
Um motor de busca distribuído é um motor de busca onde não há nenhum servidor central. Ao contrário dos tradicionais motores de busca centralizados, o trabalho como o rastreamento, a mineração de dados, indexação e processamento de consultas, é distribuído entre vários pares de uma forma descentralizada, onde não há um único ponto de controle.

## História

### InfraSearch
Em abril de 2000, três programadores construiram um protótipo de motor de busca web do tipo P2P, baseado na Gnutella, chamado InfraSearch.  Foi concebido para ser executado dentro de bancos de dados dos sites participantes, criando uma rede P2P que poderia ser acessada através do site da InfraSearch.   

### OpenCola
Em 31 de maio de 2000 Steelbridge Inc. anunciou o desenvolvimento de OpenCola, um motor de busca distribuído colaborativo e de código aberto.  Ele é executado no computador do usuário, rastreia as páginas da web e links que o usuário coloca em sua pasta OpenCola, em seguida o resultado pode ser compartilhado através de sua rede P2P. 

### Grub
O projeto iniciou-se em 2000 através de Kord Campbell, Igor Stojanovski e Ledio Ago em Oklahoma City. 

### YaCy
Em 15 de dezembro de 2003, Michael Christen anunciou o desenvolvimento de um motor de busca baseado em P2P, eventualmente chamado YaCy, nos fóruns on-line Heise.  

### FAROO
Em fevereiro de 2001 Lobo Garbe publicada uma ideia de um motor de busca peer-to-peer, 
começou o protótipo Faroo em 2004,  e o lançou em 2005.  

### Wowd
Em algum momento em 2006, Borislav Agapiev começou a pensar em um mecanismo de pesquisa distribuída.  Então, em 20 de outubro de 2009 ele lançou publicamente o Wowd. 

### Wikia search
Em 27 de Julho de 2007, Jimmy Wales anunciou que o Wikia Inc. (empresa administrada por Wales com fins lucrativos) estava desenvolvendo um motor de busca aberto, o Wikia Search, eles haviam adquirido a empresa Grub da LookSmart.[carece de fontes?] O custo foi $50,000. 